# Château de Siesikai
Le château de Siesikai est un château situé à Siesikai en Lituanie.